# Rügener Badejunge

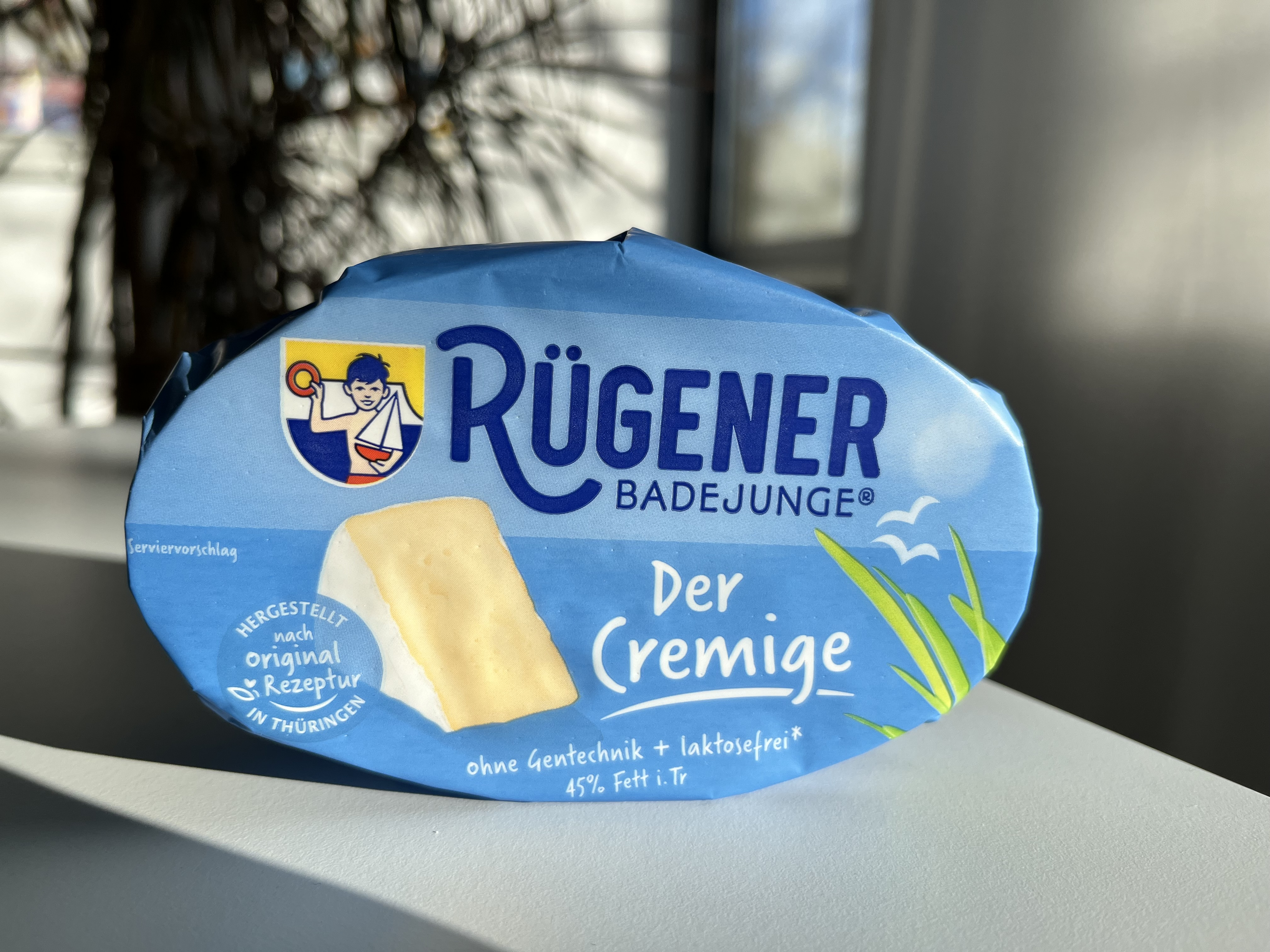
Rügener Badejunge

Rügener Badejunge ist der Name eines in Deutschland hergestellten Camemberts. Produzent war von 1953 bis August 2019 die Molkerei Bergen auf Rügen. Seither wird der Weichkäse in Altenburg in Thüringen hergestellt.

## Beschreibung
Ursprünglich wurde der Camembert im heute zu Polen gehörenden Stolp unter dem Namen Stolper Jungchen hergestellt. Nach dem Zweiten Weltkrieg brachte der Hersteller Karl Wilhelms das Rezept in die Molkerei Bergen auf der Insel Rügen mit. Der geschützte Name Stolper Jungchen ließ einen neuen Namen notwendig werden, sodass in der DDR der Brie aus Bergen fortan als Rügener Badejunge verkauft wurde.
Die für die Produktion notwendigen Bakterien wurden vom VEB Ostra Dresden geliefert. Der als wichtiges Ferment benötigte Lab von Kälbern wurde aus Dänemark bezogen.
Auf der Verpackung ist ein Junge in roter Badehose mit einem Schwimmring in der Hand sowie einem Segelschiff unter dem Arm abgebildet, im Hintergrund der Rügener Kreidefelsen. Ab Ende der 1960er oder Anfang der 1970er Jahre war der Junge unbekleidet; was Proteste provozierte. Man wollte laut der Preußischen Allgemeinen Zeitung „einen nackten Buben auf der Käseschachtel aus hygienischen Gründen nicht akzeptieren. Doch schließlich setzte sich auch in der Käseindustrie die FKK-Bewegung durch.“ Nach der Wiedervereinigung wurde die Figur wieder in Badehose abgebildet.

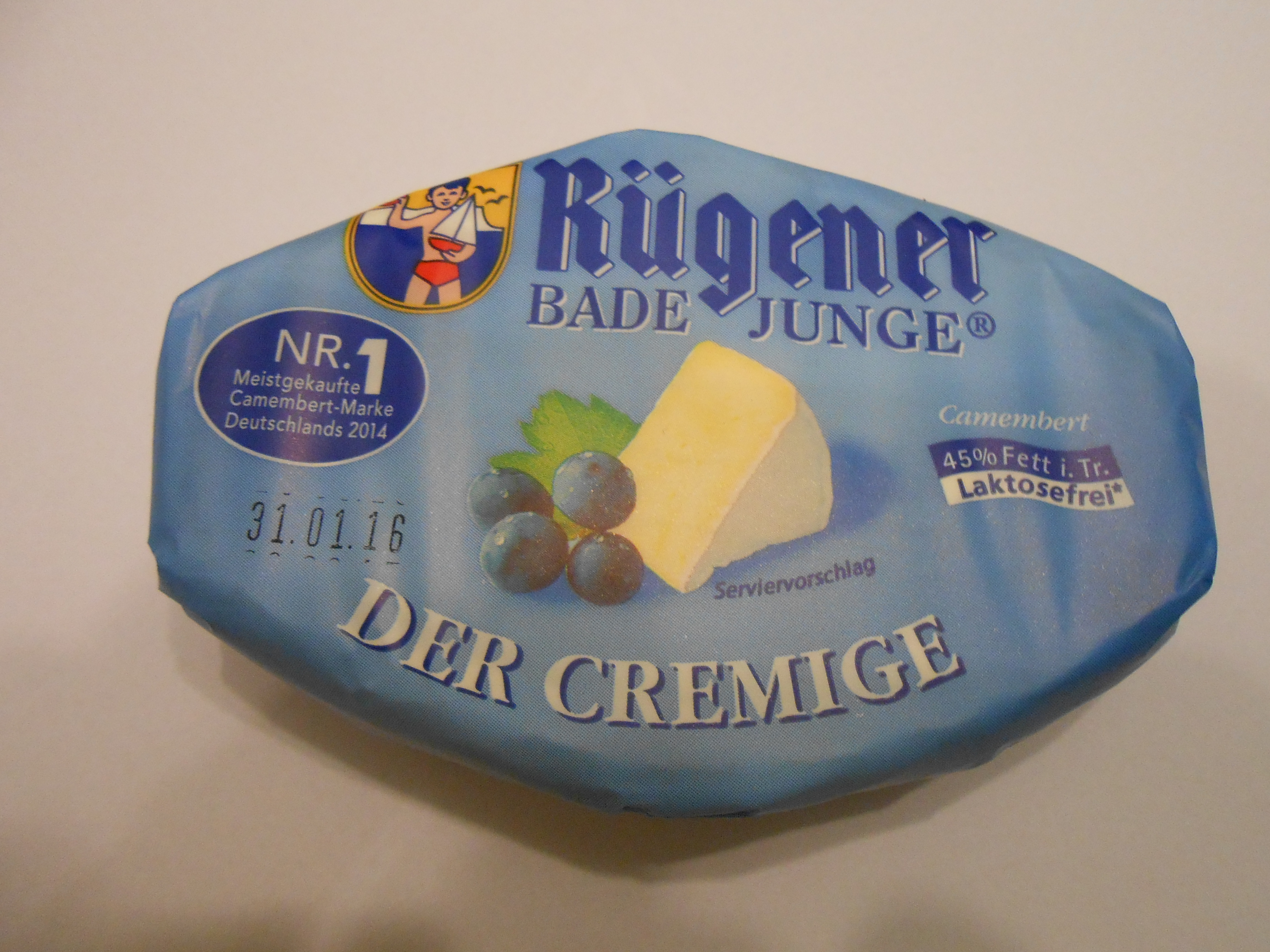
Rügener Badejunge mit der bis 2019 verwendeten Verpackung

1994 wurde die nach der Wende zunächst eingestellte Produktion der Käsemarke durch das Unternehmen Rotkäppchen Peter Jülich GmbH erworben und wieder aufgenommen. Die Molkerei Bergen gehörte zum Deutschen Milchkontor GmbH (DMK).
Die moderne Produktion benötigte im Jahr 2016 etwa 50 Millionen Liter Rohmilch. Der Käse wird ohne künstliche Aromen und Konservierungsstoffe hergestellt. Mit etwa achtzehn Millionen Stück war er im Jahr 2016 der in Deutschland meistgekaufte deutsche Camembertkäse.
Ende 2018 wurde bekannt, dass die Marke zusammen mit den Unternehmen Rotkäppchen Peter Jülich GmbH Käserei Altenburger Land GmbH & Co. KG an das französische Unternehmen Eurial verkauft werden soll. Ende August 2019 schloss das deutsche Milchkontor die Produktion in Bergen. Die Rotkäppchen Peter Jülich GmbH verlagerte anschließend die Produktion des Käses in das Rottkäppchen-Werk in Altenburg.